# 11302 Rubicon
11302 Rubicon è un asteroide della fascia principale. Scoperto nel 1993, presenta un'orbita caratterizzata da un semiasse maggiore pari a 2,8008159 UA e da un'eccentricità di 0,0646534, inclinata di 1,83815° rispetto all'eclittica.